# Meijersche G-Funktion
Die G-Funktion wurde von Cornelis Simon Meijer (1904–1974) 1936 eingeführt. Die meisten bekannten speziellen Funktionen sind Spezialfälle dieser Funktion. 
Es gab auch andere Ansätze, die speziellen Funktionen zu verallgemeinern: Die verallgemeinerte hypergeometrische Funktion und die MacRobertsche E-Funktion wurden zum gleichen Zweck vorgeschlagen. Die Meiersche G-Funktion umfasst diese beiden Funktionen als Spezialfall. In seiner ersten Definition verwendet Meijer eine Reihe. Die heute übliche, allgemeinere Definition erfolgt über ein Wegintegral in der komplexen Zahlenebene (siehe untenstehende Definition), die von Arthur Erdélyi 1953 vorgeschlagen wurde. Mit Hilfe dieser Definition und der Gamma-Funktion können die meisten speziellen Funktionen geschlossen dargestellt werden.
Durch Hinzunahme weiterer Parameter kann die G-Funktion zur noch allgemeineren Foxschen H-Funktion verallgemeinert werden (eingeführt 1961 von Charles Fox).

## Definition
{\displaystyle G_{p,q}^{\,m,n}\left(\left.{\begin{matrix}a_{1},\dots ,a_{p}\\b_{1},\dots ,b_{q}\end{matrix}}\;\right|\;z\right)={\frac {1}{2\pi i}}\int \limits _{\mathcal {L}}{\frac {\prod _{j=1}^{m}\Gamma (b_{j}-s)\prod _{j=1}^{n}\Gamma (1-a_{j}+s)}{\prod _{j=m+1}^{q}\Gamma (1-b_{j}+s)\prod _{j=n+1}^{p}\Gamma (a_{j}-s)}}z^{s}\,\mathrm {d} s},
wobei {\displaystyle \Gamma (\cdot )} die Gamma-Funktion ist. Dieses Wegintegral, längs eines geeigneten  Weges {\displaystyle {\mathcal {L}}} in der komplexen Zahlenebene kann als inverse Mellintransformation aufgefasst werden. Das Integral existiert unter folgenden Voraussetzungen:
- {\displaystyle 0\leq m\leq q} und {\displaystyle 0\leq n\leq p}, wobei {\displaystyle m,n,p} und {\displaystyle q} ganze Zahlen sind,
- {\displaystyle a_{k}-b_{j}\neq 1,2,3,\ldots } ({\displaystyle k=1,2,\ldots ,n} und {\displaystyle j=1,2,\ldots ,m}). Das stellt sicher, dass kein Pol von {\displaystyle \Gamma (b_{j}-s)}, {\displaystyle j=1,2,\ldots ,m} mit irgendeinem Pol von {\displaystyle \Gamma (1-a_{k}+s)}, {\displaystyle k=1,2,\ldots ,n} zusammenfällt,
- {\displaystyle z\neq 0}.